# Endothenia
Endothenia är ett släkte av fjärilar som beskrevs av Stephens 1852. Endothenia ingår i familjen vecklare.

## Bildgalleri

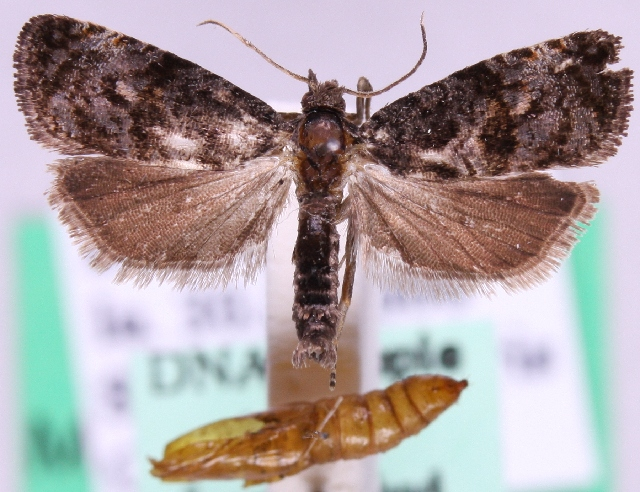

## Dottertaxa tillEndothenia, i alfabetisk ordning[1][2]
- Endothenia abietana
- Endothenia adelana
- Endothenia adustana
- Endothenia affiliana
- Endothenia albolineana
- Endothenia alpigena
- Endothenia antiquana
- Endothenia atrata
- Endothenia bacillata
- Endothenia banausopis
- Endothenia bartellana
- Endothenia bira
- Endothenia carbonana
- Endothenia citharistis
- Endothenia conditana
- Endothenia conjuncta
- Endothenia daeckeana
- Endothenia desertana
- Endothenia designata
- Endothenia digitalitana
- Endothenia efflorana
- Endothenia engone
- Endothenia erebana
- Endothenia eremodora
- Endothenia ericetana
- Endothenia flavillana
- Endothenia fuligana
- Endothenia fullerea
- Endothenia furvida
- Endothenia gentiana
- Endothenia hebesana
- Endothenia heinrichi
- Endothenia illepidana
- Endothenia impudens
- Endothenia inexpertana
- Endothenia infuscata
- Endothenia ingrata
- Endothenia kingi
- Endothenia kiyosatoensis
- Endothenia lapideana
- Endothenia lewandowskii
- Endothenia limata
- Endothenia lutescens
- Endothenia marginana
- Endothenia marrubiana
- Endothenia meinhardiana
- Endothenia melanosticta
- Endothenia menthivora
- Endothenia micans
- Endothenia mollisana
- Endothenia montanana
- Endothenia nigricostana
- Endothenia nougatana
- Endothenia nubilana
- Endothenia oblongana
- Endothenia oxybiana
- Endothenia pallidana
- Endothenia pauperculana
- Endothenia piceae
- Endothenia quadrimaculana
- Endothenia remigera
- Endothenia remyana
- Endothenia rhachistis
- Endothenia rubipunctana
- Endothenia schmidti
- Endothenia simplissima
- Endothenia sordulenta
- Endothenia squalidana
- Endothenia torquata
- Endothenia toteniana
- Endothenia trizona
- Endothenia ustulana
- Endothenia vasculigera
- Endothenia vetulana
- Endothenia villosula